# Caseres
Ne doit pas être confondu avec Casserres, Cazères ou Cáceres.
 (septembre 2018).
Si vous disposez d'ouvrages ou d'articles de référence ou si vous connaissez des sites web de qualité traitant du thème abordé ici, merci de compléter l'article en donnant les références utiles à sa vérifiabilité et en les liant à la section « Notes et références ».
Caseres est une commune de la province de Tarragone, dans la comarque de Terra Alta en Catalogne, en Espagne.